# Drepanolejeunea madagascariensis
Drepanolejeunea madagascariensis là một loài Rêu trong họ Lejeuneaceae. Loài này được (Stephani) Grolle mô tả khoa học đầu tiên năm 1974.